# Ratchet & Clank (відеогра, 2002)
Ratchet & Clank — це платформер-шутер від третьої особи, розроблений Insomniac Games та виданий Sony Computer Entertainment для PlayStation 2 у 2002 році. Це перша гра в серії Ratchet & Clank і перша гра, розроблена Insomniac, яка не належить Universal Interactive.
Гра розповідає про зустріч антропоморфного персонажа Ретчета з роботом Кланком на його рідній планеті, Велдин. Кленк дізнається, що лиходійський Голова Дрек з раси Бларґ планує створити нову планету для свого виду, знищуючи при цьому інші планети. Кланк переконує Ретчета допомогти йому в його місії та заручитися допомогою відомого героя Капітана Кварка.
Гра пропонує широкий вибір зброї та ґаджетів, які гравець повинен використовувати, щоб перемогти численних ворогів та розгадувати головоломки на різних планетах вигаданої галактики Солана. Гра включає кілька мініігор, таких як гонки або хакерство, які гравець повинен пройти, щоб продовжити. Гра була дуже добре сприйнята критиками, які високо оцінили графіку, ігровий процес, озвучку, аудіо, саундтрек та комедійний підхід до історії; деяка критика була спрямована на камеру, характер персонажів (особливо щодо особистості Ретчета) та низький рівень складності на ранніх етапах.
За грою вийшла Ratchet & Clank: Going Commando. У квітні 2016 року вийшов фільм за мотивами гри, а перед цим був знятий ремейк для PlayStation 4 за мотивами цієї роботи.

## Ігровий процес
У грі Ratchet & Clank головним ігровим персонажем є Ретчет, яким гравець керує від третьої особи, хоча доступний режим від першої особи для огляду оточення гравця. Гравець подорожує різноманітними середовищами з великою колекцією незвичайних гаджетів та зброї, використовуючи їх для перемоги над ворогами та подолання перешкод. У грі можна купити або знайти до 36 видів зброї та гаджетів.
Гравець починає гру з двома видами зброї: «Омні-гайковий ключ 8000», стандартною зброєю ближнього бою з різноманітним використанням, таким як взаємодія з головоломками в навколишньому середовищі, та «Бомбардировочною рукавичкою» — гранатометом малої дальності. У міру виконання місій на різних планетах гри стає доступним більше видів зброї та гаджетів, включаючи «Бластер» — автоматичний пістолет; «Піроцитор» — вогнемет; та «Всмоктувальну гармату» — вакуумну гармату, яка засмоктує дрібних ворогів і перетворює їх на снаряди. Зброю можна знайти або купити за болти — ігрову валюту. «Омні-гайковий ключ» залишається стандартною зброєю ближнього бою з власною кнопкою, оскільки вся інша зброя є вторинною і може бути екіпірована лише по одній, хоча всю зброю можна носити в інвентарі гравця.
Болти можна знайти в ящиках разом з боєприпасами або випасти з переможених ворогів. Гравцеві також потрібно купувати боєприпаси для більшості видів зброї, але невелика їх кількість може функціонувати без потреби в боєприпасах. Продавці, які продають зброю та боєприпаси, розташовані у стратегічних точках на рівнях. Після завершення гри гравець може вибрати «режим випробування», в якому рівень складності гри значно зростає, але всі болти та зброя, отримані вперше, залишаються з собою. Також є можливість купити «золоту зброю» — потужніші версії існуючої зброї. Система здоров'я гри, Нанотех, починається з чотирьох бульбашок здоров'я, що еквівалентно здатності витримати чотири удари, але можна придбати покращення, що дає гравцеві загалом п'ять очок здоров'я з першим покращенням і вісім очок здоров'я з другим.
Зазвичай Кленк їздить на спині Ретчета, виконуючи роль реактивного ранця або подібного пристрою. Однак іноді Кланк стає ігровим персонажем, коли Ретчет не може досліджувати певні області. Кланк може керувати «Ґаджеботами», меншими роботами, подібними до Кленка, які виконують за нього певні дії. У грі з'являються гонки у вигляді гонок на ховербордах. Деякі гоночні місії необхідні для просування в грі, а інші є необов'язковими. Також присутній один рівень космічного бою та рівень польоту в повітрі зі стріляниною по танкерах. Мініігри, які відкривають двері, розширюють мости або піднімають платформи, з'являються на більшості рівнів.

## Сюжет
На фабриці бойових роботів на планеті Кварту несправний, але розумний робот тікає та зазнає аварійної посадки на Велдін, рідний світ механіка Ретчета (Майкі Келлі) (котоподібного гуманоїда, відомого як Ломбакс). Прийшовши до тями, робот на прізвисько Кланк (Девід Кей) зізнається Ретчету, що він виконує місію зупинити Голову Дрека (Кевін Майкл Річардсон), корумпованого бларзького бізнес-магната, який збирає населені планети, щоб створити нову для своєї раси, Бларґів, через те, що їхні планети перенаселені та сильно забруднені. Однак, роблячи це, вибрані планети знищуються в процесі. Кланк пропонує запустити корабель Ретчета, використовуючи свою роботизовану систему запалювання, а в обмін Ретчет погоджується відправити його на планету Новаліс, представлену в інфоботі. Об'єднавши зусилля, вони по черзі знищують кілька операцій Дрека, поступово збираючи інформацію про його плани. Ці кроки розлючують Дрека, який розпочинає полювання на дует.
Ретчет і Кланк намагаються заручитися допомогою капітана Кварка (Джим Ворд), найпопулярнішого супергероя та знаменитості галактики Солана. Щойно Ретчет і Кланк знаходять Кварка в його трейлері на планеті Рилґар, вони погоджуються зустрітися з ним у приватній штаб-квартирі Кварка на Умбрісі. Переживши смугу перешкод, Ретчет і Кланк виявляють, що їх зрадив Кварк, який зізнається, що весь час працює на Дрека як високооплачуваний речник нової планети Дрека. Кварк залишає дует помирати в лігві бларзького корчезвіра (англ. Blargian snagglebeast), якого Ретчет легко знищує. Сповнений рішучості помститися за обман Кварка, озлоблений Ретчет звільняє більше планет, завойованих Бларґом, і зрештою натрапляє на місячну базу бларґів. Кварк, намагаючись переконатися, що дует не втручається в плани Дрека, втягує їх у виснажливу космічну битву, яка закінчується тим, що Кварка збивають, а Ретчет і Кланк вирушають на планету, де він розбився. Їхня помста нарешті вщухає, а Ретчет нарешті мотивується допомогти після того, як побачив руйнування планети силою Дрека.
Ретчет і Кланк летять до Кварту, щоб дізнатися про наступний крок бларґа. Відразу після того, як Дрек усвідомлює, що він має намір знищити Велдин за допомогою зброї, що знищує планети, під назвою Депланетизатор, і дозволити своїй вже завершеній планеті вийти на свою орбіту, Ретчет клянеться помститися Дреку за його безжальність. Бларґів та Дрека переслідує до Велдину мстивий Ретчет, і невдовзі починається запекла битва. Як тільки бій досягає Депланетизатора, Дрек зізнається, що саме він забруднив рідний світ Бларґів, намагаючись отримати прибуток від створення та продажу штучної планети Бларґів. Він має намір повторити весь процес з новим світом, щоб продовжувати знищувати планети та збагачуватися. Після виведення з ладу меха Дрека, Ретчет запускає Дрека на його нову планету, яка руйнується, коли Ретчет стріляє в неї Депланетизатором. Шматки планети починають вдарятися об поверхню Велдина, в результаті чого дует мало не падає на смерть. Кланк рятує Ретчета, проте його рука сильно пошкоджена, Ретчет зауважує, що з ним все буде гаразд, і, здається, залишає місце події. Розпачливий Кланк починає йти, але Ретчет повертається, щоб забрати Кланка додому та вилікувати його. Вони разом йдуть додому.
У сцені після титрів Кварк рекламує свій «Персональний гігієнатор», що викликає велике обурення та дискомфорт у Ретчета та Кланка, оскільки Кланк вимикає голобачення (місцевий аналог телебачення).

## Розробка та випуск
Після завершення роботи над серією Spyro the Dragon для PlayStation, Insomniac спочатку планувала випустити гру під кодовою назвою I5 (Insomniac game #5) для PlayStation 2. Однак розробники ніколи не були захоплені цією ідеєю, і від цієї ідеї відмовилися через шість місяців. Ratchet & Clank базувалася на ідеї Браяна Гастінгса, в якій мав бути космічний інопланетянин-рептилій, який збирав би різноманітну зброю під час проходження гри; Остаточну форму Ретчета було обрано після того, як Insomniac розглянув варіант космічної ящірки з хвостом та різних наземних істот, включаючи собак та щурів; котячі риси рис виділялися розробникам через пов'язане з ними відчуття спритності. Ще однією ранньою ідеєю було прикріпити до Ретчета трьох маленьких роботів, які б виконували різні функції. Однак Insomniac зрозумів, що наявність роботів є складною та створює плутанину щодо зовнішності Ретчета, що призвело до того, що вони мали лише одного робота, Кланка. Згідно з інтерв'ю, мало що було вирізано, але (за словами Insomniac) «Цікаво, що ми насправді нічого не вирізали, крім кількох видів зброї та гаджетів, які просто не були цікавими, коли ми їх прототипували. Був Revolverator – дриль, який обертав ворогів, коли Ретчет пронизував їх, та Macreel 1000 – по суті риба, яка замінювала гайковий ключ. Обидва були вирізані, тому що вони були або занадто складними у використанні, або просто нічого не додавали до гри».
Невдовзі після зміни гри з I5 на Ratchet & Clank, Naughty Dog запитали Insomniac, чи хотіли б вони поділитися ігровою технологією, що використовувалася в Jak and Daxter: The Precursor Legacy від Naughty Dog, попросивши Insomniac, у свою чергу, поділитися з ними будь-якими внесеними покращеннями. Insomniac погодилися, в результаті чого більша частина технології движка Ratchet & Clank була розроблена власними силами Insomniac, але деякі важливі рендерери були розроблені Naughty Dog. Озираючись на угоду, Тед Прайс сказав, що «щедрість Naughty Dog дала нам величезну перевагу та дозволила нам намалювати величезні перспективи в грі». Кілька років по тому Тед Прайс уточнив позицію Insomniac щодо технології движків, опосередковано згадавши спільні рендерери:
|  | Ми завжди розробляли всі власні технології. Раніше нам було трохи неприємно чути, як люди кажуть: «О так, гра Insomniac працює на движку Naughty Dog». Люди вважали, що ми використовуємо движок Naughty Dog для «Ratchet», але це було неправдою. Колись ми ділилися деякими технологіями з Naughty Dog, і це було чудово, але ми компанія, яка цінує розробку спеціалізованих технологій, і ми продовжуватимемо це робити. Оригінальний текст (англ.) We've always developed all our own technology. It's been a little frustrating in the past for us to hear people say, 'Oh yeah, the Insomniac game is running on the Naughty Dog engine.' People assumed that we were using Naughty Dog's engine for "Ratchet", and that was not true. We shared some technology with Naughty Dog way back when, and that was great, but we are a company that puts stock in developing specialized technology and we will continue to do so. |

Передпродакшн гри розпочався наприкінці березня 2001 року, команда складалася приблизно з 35 осіб. Гра розпочалася у листопаді 2001 року, і до кінця проєкту команда зросла до 45 осіб. Гра була випущена в Північній Америці 6 листопада 2002 року та в Австралії 6 листопада 2002 року. Вона була випущена в регіонах PAL 8 листопада 2002 року, а в Японії 3 грудня 2002 року. У листопаді 2003 року Sony додала Ratchet & Clank до своєї серії ігор Greatest Hits для PlayStation 2, коли на той час вийшла Ratchet & Clank: Going Commando, і гра була аналогічно додана до платинового діапазону Sony, що використовується в регіоні PAL, 22 серпня 2003 року. Гра була додана до японського діапазону The Best 3 липня 2003 року; це також була єдина гра, що постачалася в комплекті з PlayStation 2 у Японії.

## Сприйняття
| Агрегатор  | Оцінка |
| ---------- | ------ |
| Metacritic | 88/100 |

| Видання                            | Оцінка  |
| ---------------------------------- | ------- |
| AllGame                            | [ 14 ]  |
| Computer and Video Games           | 8/10    |
| Eurogamer                          | 8/10    |
| Famitsu                            | 34/40   |
| Game Informer                      | 8.75/10 |
| GamePro                            | [ 19 ]  |
| GameSpot                           | 9/10    |
| GameSpy                            | 78/100  |
| GameZone                           | 9/10    |
| IGN                                | 9.2/10  |
| Official U.S. PlayStation Magazine | 10/10   |

До липня 2006 року Ratchet & Clank продала 1,1 мільйона копій та заробила 31 мільйон доларів у Сполучених Штатах. Next Generation поставила її на 49-те місце серед найбільш продаваних ігор, випущених для PlayStation 2, Xbox або GameCube між січнем 2000 року та липнем 2006 року в цій країні. Сукупні продажі серії Ratchet & Clank досягли 4 мільйонів одиниць у Сполучених Штатах до липня 2006 року.
Ratchet & Clank отримав позитивні відгуки критиків після виходу. Після попереднього перегляду гри, GameSpot описав її як таку, що має «відмінну графіку, різноманітний ігровий процес та чітке управління». Використання в грі зброї, а не простих атак ближнього бою, було названо однією з головних особливостей, які виділяли її серед інших платформерних ігор; У видавництві «Computer and Video Games» стверджували, що «скаженіти з гігантською тріскачкою... приносить справжнє задоволення... Щоразу, коли ви б’єте ворога цим важким інструментом, він виглядає, звучить і відчувається надзвичайно міцним... Більше того, те саме можна сказати і про всю іншу зброю, яку ви збираєте та використовуєте протягом своєї міжгалактичної пригоди». GameSpot зазначив, що гравцеві не потрібно проходити одними й тими ж шляхами кілька разів, як це було поширено в платформерах того часу. Пізніше гра отримала щорічну нагороду видання «Найкраща графіка (технічна) на PlayStation 2» та номінацію на «Найкращу графіку (художню) на PlayStation 2». Gameplanet заявила, що це «просто найкраща платформерна гра на PS2 зараз і, можливо, найкраща в будь-якому форматі!»
Рецензенти високо оцінили графіку гри, зокрема, зазначивши, що дизайн персонажів та фону був високоякісним для ігор PS2 того часу. GameSpy назвав графіку «приголомшливою», а GameSpot похвалив плавну частоту кадрів у грі. GameZone відзначив анімацію Ретчета, похваливши деталі в його анімації. Рецензенти виявили, що озвучка гри та інші аудіоелементи загалом були добре виконані. IGN прокоментував штучний інтелект гри, сказавши, що він не такий добре зроблений, як у Jak and Daxter: The Precursor Legacy, але все ж «навмисно комічний та дещо витончений» в інших. Gameplanet вважав, що рівні гри були добре продумані.
Критика була спрямована на ракурси камери в грі, які Eurogamer часом вважав «ідіотськими», наводячи приклад битв з босами, в яких камера зосереджена на босі, а не вільно рухається. Allgame вважав, що важко встановити емоційний зв'язок з головними героями «Ретчета і Кланка», кажучи, що Ретчет — це «типовий підліток... який прагне лише захопливих вражень та пригод», а Кланк — «стереотипний інтелектуал; впертий і майже сором'язливий до крайності», натомість вважаючи, що персонажі Джека та Декстера з Jak and Daxter: The Precursor Legacy були «набагато симпатичнішими». Деяка критика також була спрямована на сюжет, GameSpy заявив, що гра стала передбачуваною, нудною та «просто прісною». Рецензенти також зазначили, що перша половина гри була «викликаючою до позіхання», але як тільки гравець досягає планети Рилґар, вона стає набагато інтенсивнішою та складнішою; GamePro висловив думку, що гравець «не використовує жодного мислення» протягом перших частин гри.

## Нагороди
Під час 6-ї щорічної церемонії вручення премії Interactive Achievement Awards Академія інтерактивних мистецтв і наук нагородила Ratchet & Clank званням «Консольна платформна екшн/пригодницька гра року»; гра також отримала номінації на «Гру року», «Консольну гру року» та видатні досягнення в галузі «Анімація», «Художній дизайн» та «Інженерія ігрового процесу».

## Спадщина
За мотивами гри зняли однойменний анімаційний фільм, який вийшов у квітні 2016 року. Також було випущено рімейк гри для PlayStation 4, пов'язаний з фільмом.